# Backhoppning vid olympiska vinterspelen 1964
Resultat från tävlingarna i backhoppning vid olympiska vinterspelen 1964 i Innsbruck, Tyrolen, Österrike. Backhoppning arrangerades i två backar (normalbacke och stor backe) för första gången i olympiska spelen.

## Medaljörer
| Gren                     | Guld                       | Silver                     | Brons                     |
| Normalbacken Detaljer... | Finland · Veikko Kankkonen | Norge · Toralf Engan       | Norge · Torgeir Brandtzæg |
| Stora backen Detaljer... | Norge · Toralf Engan       | Finland · Veikko Kankkonen | Norge · Torgeir Brandtzæg |

## Medaljtabell
| Pl. | Nation  | Guld | Silver | Brons | Totalt |
| --- | ------- | ---- | ------ | ----- | ------ |
| 1   | Norge   | 1    | 1      | 2     | 4      |
| 2   | Finland | 1    | 1      | 0     | 2      |

## Herrar

### Normalbacke
Tävlingen hölls vid "Toni-Seelos-Olympiaschanze" med en K-punkt på 72,5 meter.
31 januari 1964
| Plac   | Namn                     | Poäng |
| ------ | ------------------------ | ----- |
| Guld   | Veikko Kankkonen (FIN)   | 229.9 |
| Silver | Toralf Engan (NOR)       | 226,3 |
| Brons  | Torgeir Brandtzæg (NOR)  | 222,9 |
| 4      | Josef Matouš (TCH)       | 218,2 |
| 5      | Dieter Neuendorf (EUA)   | 214,7 |
| 6      | Helmut Recknagel (EUA)   | 210,4 |
| 7      | Kurt Elimä (SWE)         | 208,9 |
| 8      | Hans Olav Sørensen (NOR) | 208,6 |
| 9      | Karl-Heinz Munk (EUA)    | 207,0 |
| 10     | John Balfanz (USA)       | 20,5  |

### Stor backe
Tävlingen hölls vid "Bergiselschanze".
9 februari 1964
| Plac   | Namn                     | Poäng |
| ------ | ------------------------ | ----- |
| Guld   | Toralf Engan (NOR)       | 230,7 |
| Silver | Veikko Kankkonen (FIN)   | 228.9 |
| Brons  | Torgeir Brandtzæg (NOR)  | 227,2 |
| 4      | Dieter Bakeloh (EUA)     | 214,6 |
| 5      | Kjell Sjöberg (SWE)      | 214,4 |
| 6      | Aleksandr Ivanikov (URS) | 213,3 |
| 7      | Helmut Recknagel (EUA)   | 212,8 |
| 8      | Dieter Neuendorf (EUA)   | 212,6 |
| 9      | Józef Przybyła (POL)     | 211,3 |
| 10     | Dalibor Motejlek (TCH)   | 208,8 |